# 乔治·夏帕克
乔治·夏帕克（法語：Georges Charpak，1924年3月8日—2010年9月29日），法国物理学家，1992年诺贝尔物理学奖獲獎者。

## 生平
乔治·夏帕克出生在波兰东部的一个犹太人隔离区，7岁随父母移居法国。第二次世界大战期间，他因參加抗击纳粹的抵抗运动被捕，流放到德国达豪集中营，戰後回到法國。
夏帕克於1946年成为法国公民，最初他以研究核物理学为职，后来转向高能粒子物理学领域。1968年，夏帕克发明粒子探测器和多线路正比探测器（又稱多丝正比室），這兩項發明使他於1992年獲得诺贝尔物理学奖。
夏帕克发现仅有3％的法国小学为学生开设科学实验课程，乃于1996年发起“动手做”行动计划，与自愿参与的小学教师合作，在学校当中普及推广科学实践活动。这一行动傳播到墨西哥、巴西、中国、塞内加尔、阿富汗、斯洛伐克等国家。
2010年9月29日，夏帕克在法國巴黎逝世，享年86歲。

## 各方反應
- 法国总统萨科齐在9月30日的公报中表示，法国“向这位伟大的人道主义者致敬，他一生的努力都是这个国家和青年人的榜样”。[3]
- 聯合國教科文组织总干事博科娃9月30日在声明中表示，“乔治-夏帕克的去世，使教科文组织失去了一位有远见的朋友，他在国际科学合作领域的贡献至今还对本组织的诸多工作领域产生深远的影响。”[2]

## 外部連結
- （英文）诺贝尔官方网站乔治·夏帕克简历 （页面存档备份，存于）
- （简体中文）“動手做”網站中文鏡像
- （法文）“動手做”官方網頁 （页面存档备份，存于）